# Distrito Escolar del Condado de Palm Beach
El Distrito Escolar del Condado de Palm Beach (School District of Palm Beach County en inglés) es el distrito escolar en Florida, Estados Unidos. El distrito tiene escuelas en el Condado de Palm Beach. Tiene su sede en el Fulton-Holland Educational Services Center en Palm Springs.

## Escuelas

### Escuelas secundarias
- Alexander W. Dreyfoos Jr. School of the Arts
- Atlantic Community High
- Boca Raton High School
- Boynton Beach Community High
- Forest Hill Community High
- Glades Central Community High
- G-Star School Of The Arts
- Inlet Grove High
- John I. Leonard High
- Jupiter Community High
- Lake Worth Community High
- Olympic Heights Community High
- Pahokee Middle/Sr. High
- Palm Beach Central High
- Palm Beach Gardens High
- Palm Beach Lakes Community High
- Park Vista Community High
- Riviera Beach High (new)
- Royal Palm Beach Community High
- Santaluces Community High
- Seminole Ridge Community High
- Spanish River Community High
- Suncoast High
- Wellington High
- West Boca Raton Community High
- William T. Dwyer High